# Kadokawa Comics Dragon Jr.
Kadokawa Comics Dragon Jr. fue el sello con el que se editaron los tomos (o tankoubon) que recopilaban los mangas serializados en la revista Dragon Jr., publicada por Kadokawa Shoten. El sello recopilo los mangas serializados en la revista Dragon Age, ya que esta revista es el resultado de la fusión de las revistas Dragon Jr. y Comic Dragon y también los mangas de la revista Dragon Age Pure.
El 9 de diciembre de 2010 el sello "Kadokawa Comics Dragon Jr" fue cambiado a "Dragon Comics Age"  
- Datos: Q5957587